# Riccardo Saponara
Riccardo Saponara (Forli, Emilia-Romaña, Italia, 21 de diciembre de 1991) es un futbolista italiano que juega de centrocampista en el Ankaragücü de la TFF Primera División.

## Selección nacional
Ha formado parte de las divisiones inferiores de Italia.

## Estadísticas

### Clubes
Actualizado al último partido disputado el 20 de enero de 2024.
| Club                         | Div.          | Temporada     | Liga  | Liga  | Copas nacionales | Copas nacionales | Copas internacionales | Copas internacionales | Total | Total |
| Club                         | Div.          | Temporada     | Part. | Goles | Part.            | Goles            | Part.                 | Goles                 | Part. | Goles |
| ---------------------------- | ------------- | ------------- | ----- | ----- | ---------------- | ---------------- | --------------------- | --------------------- | ----- | ----- |
| Ravenna F. C. · Italia       | 3.ª           | 2008-09       | 2     | 0     | 1                | 0                | ―                     | ―                     | 3     | 0     |
| Ravenna F. C. · Italia       | Total club    | Total club    | 2     | 0     | 1                | 0                | 0                     | 0                     | 3     | 0     |
| Empoli F. C. · Italia        | 2.ª           | 2009-10       | 0     | 0     | 0                | 0                | ―                     | ―                     | 0     | 0     |
| Empoli F. C. · Italia        | 2.ª           | 2010-11       | 18    | 0     | 0                | 0                | ―                     | ―                     | 18    | 0     |
| Empoli F. C. · Italia        | 2.ª           | 2011-12       | 32    | 1     | 3                | 0                | ―                     | ―                     | 35    | 1     |
| Empoli F. C. · Italia        | 2.ª           | 2012-13       | 40    | 13    | 0                | 0                | ―                     | ―                     | 40    | 13    |
| Empoli F. C. · Italia        | Total club    | Total club    | 90    | 14    | 3                | 0                | 0                     | 0                     | 93    | 14    |
| A. C. Milan · Italia         | 1.ª           | 2013-14       | 7     | 0     | 0                | 0                | 0                     | 0                     | 7     | 0     |
| A. C. Milan · Italia         | 1.ª           | 2014-15       | 1     | 0     | 0                | 0                | ―                     | ―                     | 1     | 0     |
| A. C. Milan · Italia         | Total club    | Total club    | 8     | 0     | 0                | 0                | 0                     | 0                     | 8     | 0     |
| Empoli F. C. · Italia        | 1.ª           | 2014-15       | 17    | 7     | 1                | 0                | ―                     | ―                     | 18    | 7     |
| Empoli F. C. · Italia        | 1.ª           | 2015-16       | 33    | 5     | 1                | 0                | ―                     | ―                     | 34    | 5     |
| Empoli F. C. · Italia        | 1.ª           | 2016-17       | 18    | 2     | 1                | 0                | ―                     | ―                     | 19    | 2     |
| Empoli F. C. · Italia        | Total club    | Total club    | 68    | 14    | 3                | 0                | 0                     | 0                     | 71    | 14    |
| ACF Fiorentina · Italia      | 1.ª           | 2016-17       | 11    | 2     | 0                | 0                | ―                     | ―                     | 11    | 2     |
| ACF Fiorentina · Italia      | 1.ª           | 2017-18       | 18    | 0     | 2                | 0                | ―                     | ―                     | 20    | 0     |
| U. C. Sampdoria · Italia     | 1.ª           | 2018-19       | 22    | 2     | 2                | 0                | ―                     | ―                     | 24    | 2     |
| U. C. Sampdoria · Italia     | Total club    | Total club    | 22    | 2     | 2                | 0                | 0                     | 0                     | 24    | 2     |
| Genoa C. F. C. · Italia      | 1.ª           | 2019-20       | 4     | 0     | 1                | 1                | ―                     | ―                     | 5     | 1     |
| Genoa C. F. C. · Italia      | Total club    | Total club    | 4     | 0     | 1                | 1                | 0                     | 0                     | 5     | 1     |
| U. S. Lecce · Italia         | 1.ª           | 2019-20       | 13    | 2     | 0                | 0                | ―                     | ―                     | 13    | 2     |
| U. S. Lecce · Italia         | Total club    | Total club    | 13    | 2     | 0                | 0                | 0                     | 0                     | 13    | 2     |
| ACF Fiorentina · Italia      | 1.ª           | 2020-21       | 2     | 0     | 1                | 0                | ―                     | ―                     | 3     | 0     |
| Spezia Calcio · Italia       | 1.ª           | 2020-21       | 9     | 2     | 1                | 2                | ―                     | ―                     | 10    | 4     |
| Spezia Calcio · Italia       | Total club    | Total club    | 9     | 2     | 1                | 2                | 0                     | 0                     | 10    | 4     |
| ACF Fiorentina · Italia      | 1.ª           | 2021-22       | 29    | 3     | 5                | 0                | ―                     | ―                     | 34    | 3     |
| ACF Fiorentina · Italia      | 1.ª           | 2022-23       | 29    | 4     | 0                | 0                | 10                    | 2                     | 39    | 6     |
| ACF Fiorentina · Italia      | Total club    | Total club    | 89    | 9     | 8                | 0                | 10                    | 2                     | 107   | 11    |
| Hellas Verona F. C. · Italia | 1.ª           | 2023-24       | 12    | 0     | 2                | 0                | ―                     | ―                     | 14    | 0     |
| Hellas Verona F. C. · Italia | Total club    | Total club    | 12    | 0     | 2                | 0                | 0                     | 0                     | 14    | 0     |
| Total carrera                | Total carrera | Total carrera | 317   | 43    | 21               | 3                | 10                    | 2                     | 348   | 48    |